# Esra Özyürek
Esra Özyürek Baer (* 1971) ist eine türkische Anthropologin, insbesondere auf dem Gebiet der Politischen Anthropologie und der Religionsanthropologie. Sie hat seit 2020 die Sultan-Qaboos-Professur für Abrahamitische Religionen und Gemeinsame Werte an der University of Cambridge inne und beschäftigt sich mit Themen der Erinnerungskultur, Islamfeindlichkeit und Integration von Muslimen in Europa.

## Leben
Esra Özyürek studierte Soziologie und Politikwissenschaft an der Boğaziçi-Universität in Istanbul. Nach dem Bachelor-Abschluss 1993 setzte sie ihr Studium an der University of Michigan, Ann Arbor fort, wo sie 1996 als Master of Arts in Anthropologie abschloss und 2002 im selben Fach zum Ph.D. promoviert wurde. Thema ihrer Dissertation war Nostalgie für die Moderne: Privatisierung der Staatsideologie in der Türkei. Von 2003 bis 2013 lehrte sie als Assistant Professor bzw. Associate Professor in der Anthropologischen Abteilung der University of California, San Diego. Im Jahr 2006 kam Özyürek als Residential Fellow der American Academy in Berlin erstmals nach Deutschland, wo sie vier Jahre lang lebte und forschte (u. a. mit Forschungsstipendien des Fulbright-Programms und der Alexander-von-Humboldt-Stiftung).
Ab 2013 lehrte sie als Reader (Associate Professor) und später Professor für europäische Anthropologie sowie Inhaberin des Lehrstuhls für zeitgenössische Türkeistudien an der London School of Economics. Özyürek wurde 2020 auf die Sultan-Qaboos-Professur für Abrahamitische Religionen und Gemeinsame Werte (Sultan Qaboos Professor in Abrahamic Faiths and Shared Values) an der Theologischen Fakultät der University of Cambridge berufen. Dort ist sie zudem akademische Direktorin des Interreligiösen Programms von Cambridge (Cambridge Interfaith Programme) und gehört dem Fitzwilliam College an.

## Wirken
In ihrer wissenschaftlichen Arbeit setzt sich Özyürek kritisch mit der deutschen Erinnerungskultur, insbesondere im Kontext von Holocaust-Gedenken und muslimischer Zugehörigkeit, auseinander. Sie argumentiert, dass die deutsche Gesellschaft ihre historische Verantwortung bezüglich des Holocaust zunehmend auf muslimische Minderheiten ablade und diese dadurch marginalisiere.
Özyürek betont, dass durch speziell für Muslime entwickelte Bildungsprogramme zu Antisemitismus ein Bild geschaffen werde, das Muslime als stärker antisemitisch erscheinen lasse und den Antisemitismus weißer Deutscher verschleiere. Sie bezeichnet diese Praxis als problematisch und diskriminierend, da sie Muslime zu „Subunternehmern der Schuld“ mache.
Darüber hinaus hebt sie hervor, dass Muslime seit Jahrzehnten ein integraler Bestandteil Deutschlands seien und maßgeblich am Wiederaufbau des Landes nach dem Zweiten Weltkrieg mitgewirkt hätten. Gleichzeitig warnt sie vor einem gesellschaftlichen Klima, in dem Muslime durch permanente Generalverdächtigungen ausgegrenzt und als nicht-deutsch dargestellt würden.
Özyürek fordert eine gemeinsame Bekämpfung von Antisemitismus und Islamophobie und kritisiert politische Diskussionen über den möglichen Entzug der deutschen Staatsbürgerschaft aufgrund antisemitischer Äußerungen, die sie als einschüchternd und demokratiegefährdend bewertet.
Ihre bekanntesten Werke umfassen Being German, Becoming Muslim: Race, Religion and Conversion in the New Europe (2014) und Subcontractors of Guilt: Holocaust Memory and Muslim Belonging in Postwar Germany (2023), beide wurden ins Deutsche übersetzt.

## Werke
- Deutsche Muslime - muslimische Deutsche. Begegnungen mit Konvertiten zum Islam. Springer, Wiesbaden 2018, ISBN 978-3-658-18079-9.
- Stellvertreter der Schuld. Erinnerungskultur und muslimische Zugehörigkeit in Deutschland. Mit einem Vorwort von Eva Menasse, übersetzt aus dem Englischen von Elsbeth Ranke, Klett-Cotta, Stuttgart 2025, ISBN 978-3-608-98858-1.